# Le Phoenix

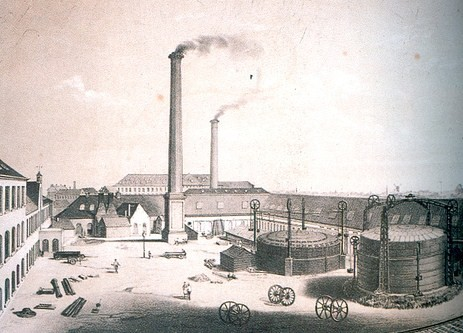
Gravure uit 1885 van de Fabrieksgebouwen

Le Phoenix nv was een Belgisch metaalconstructieatelier en ijzergieterij gelegen in de wijk Brugse Poort in Gent. In de 19de eeuw was het na Cockerill het op een na grootste metaalbedrijf in België.

## Geschiedenis
In 1821 stichtte de Gentse ondernemer Huyttens-Kerremans een atelier voor metaalbewerking op de plaats van een oude protestantse tempel. Dit atelier werd met staatssteun (in die tijd nog Nederland) gebouwd. Het bedrijf kende een grote bloei door de industrialisatie van de textiel- en andere fabrieken gelegen in Gent. In de beginperiode was er vooral productie van spinmolens en weefgetouwen. Na de dood van Huyttens-Kerremans raakte de firma in een dal en werd overgenomen om in 1836 de naam te wijzigen in SA Le Phoenix (NV Le Phoenix). In die tijd was het de tweede grootste staalproducent in België en een belangrijke internationale producent.
Het bedrijf groeide en breidde uit van 248 man in 1872 naar 400 in 1880. Tegen 1898 werden er niet alleen weefgetouwen gemaakt maar ook gasmotoren, turbines en hydraulische pompen, persen, turbines, maaimachines, kaardmachines, glansmachines en liften.
In 1908 werd naam gewijzigd naar "Phoenix Nouveau". Na de Tweede Wereldoorlog werd alle productie stilgelegd.
Het enige restant dat momenteel nog zichtbaar is, is een oude muur ter hoogte van de Leiekaai aan de gewezen VW-garage.                                                                     
De Phoenixbrug, Phoenixstraat en Aambeeldstraat verwijzen ook nog naar dit stukje Gentse geschiedenis.

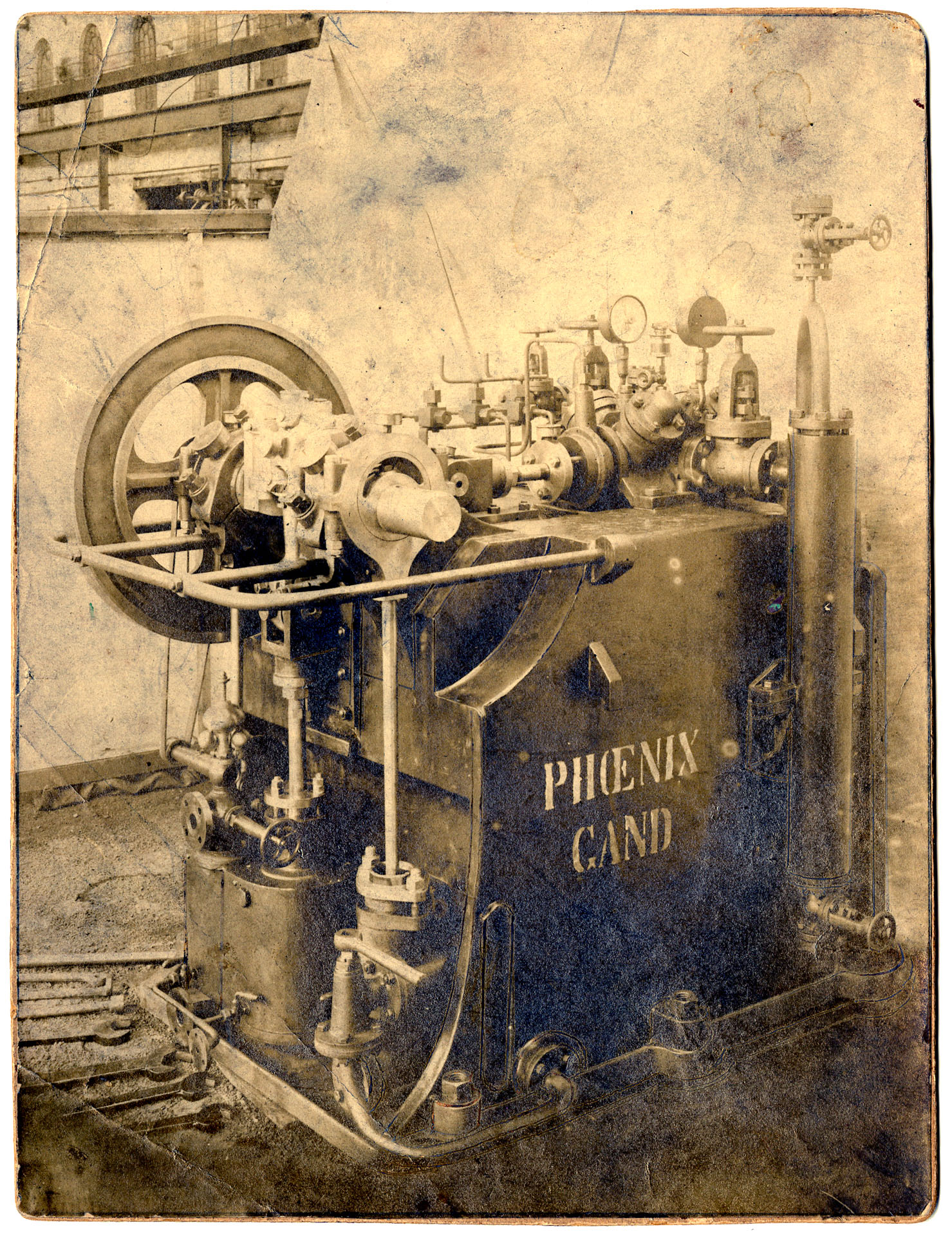
Compacte stoommachine
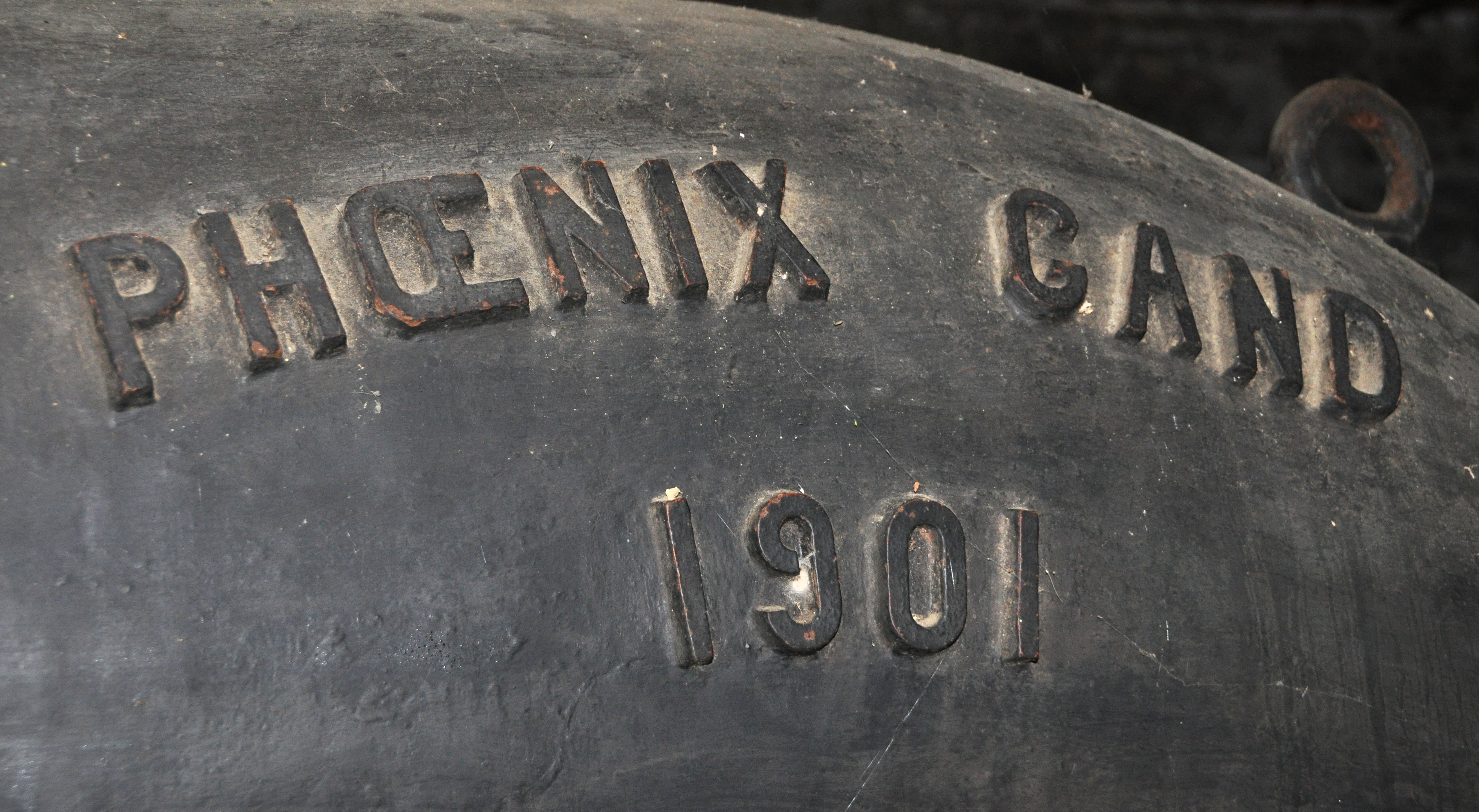
Fabrieksnaam op een hydraulische pomp van 'Le Phoenix' uit 1901
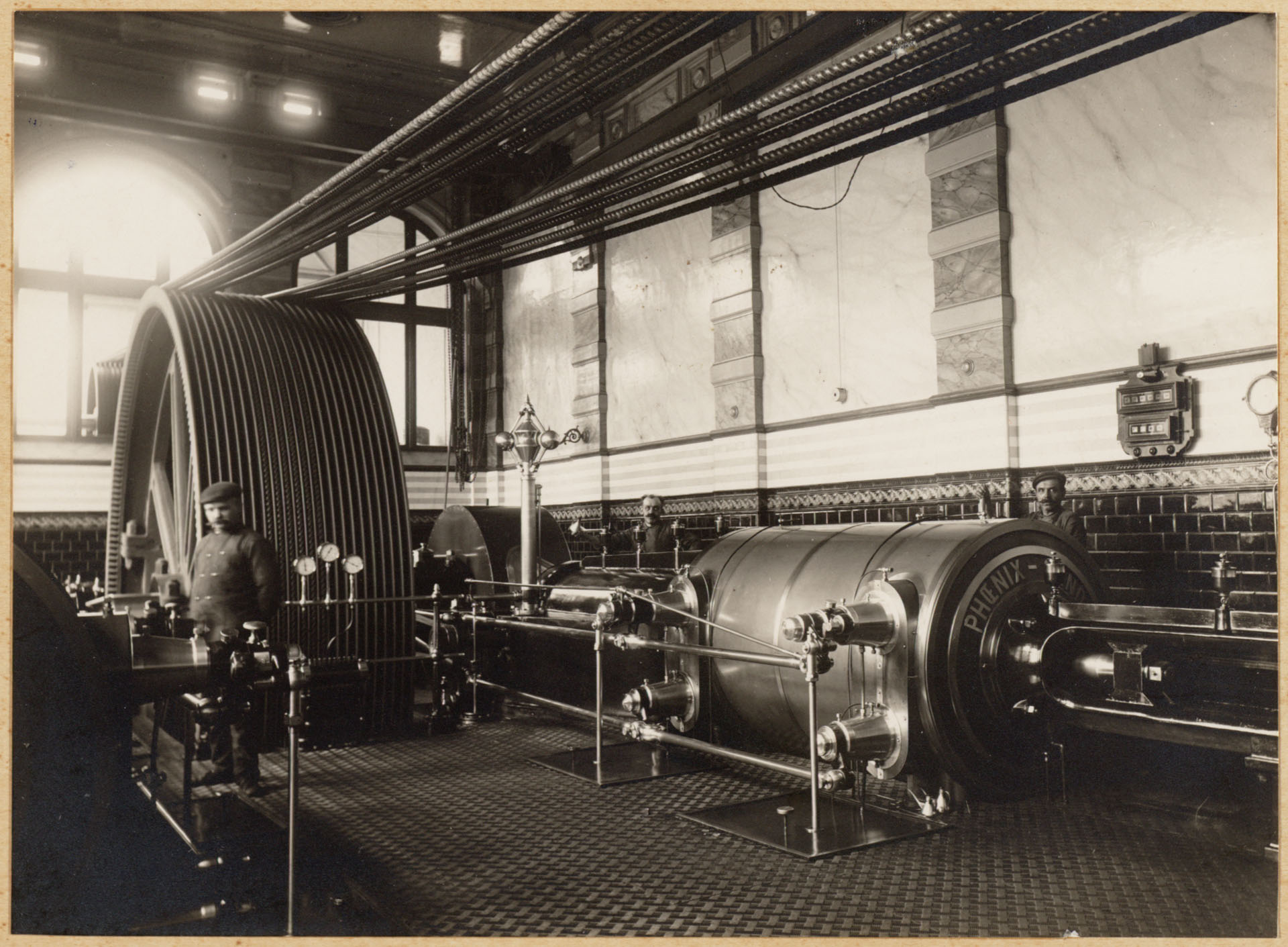
Machinezaal met stoommachine geproduceerd door machinebouwer Phoenix Nouveau in Gent.
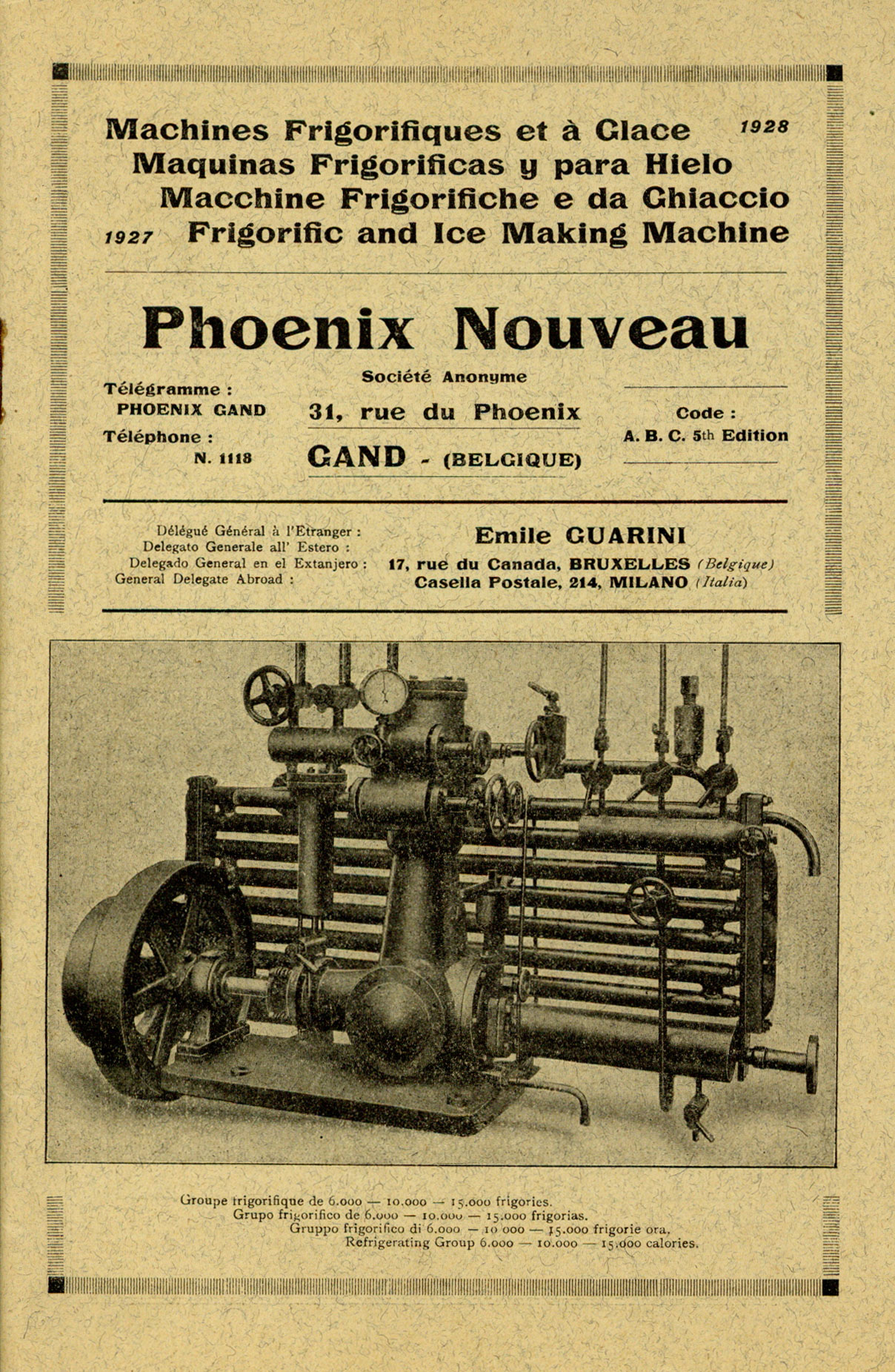
Informatiebrochure over koelmachines geproduceerd door machinebouwer Phoenix Nouveau in Gent.
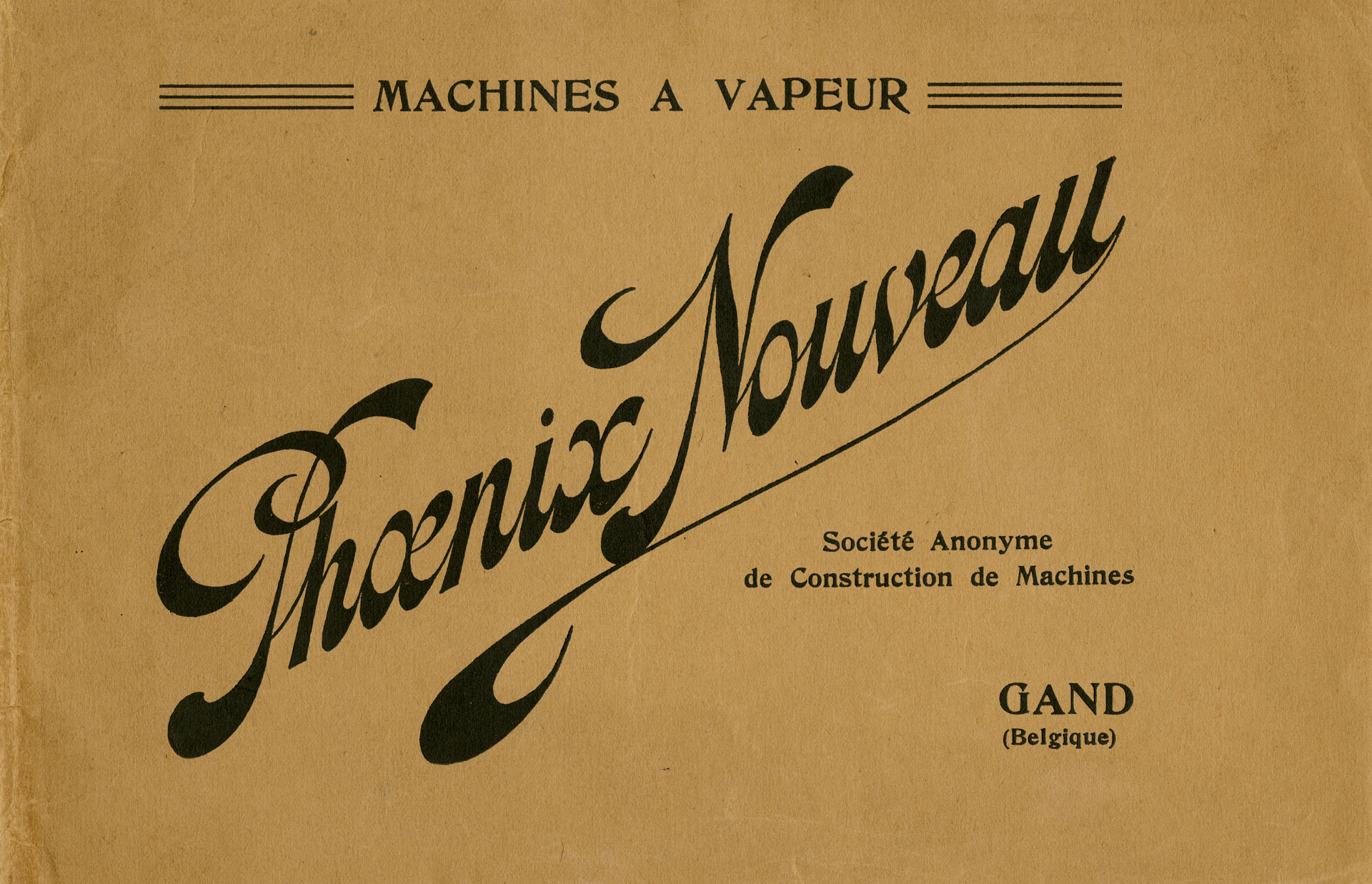
Brochure met bedrijfsinformatie van machinebouwer Phoenix Nouveau in Gent.